# KV2
A KV2, no Vale dos Reis em Egito, é a tumba de Ramessés IV, e está localizada na base do vale principal entre as tumbas KV7 e KV1. A tumba está aberta desde a antiguidade e está amplamente decorada.
A tumba tem conservada a sua maior parte e esta decorada com passagens e inscrições da Litania de Rá, do Livro de Cavernas, do Livro dos Mortos, do Livro de Amduat e do Livro dos Céus.
O sarcófago foi violado (provavelmente na antiguidade) e a múmia foi recolocada em um esconderijo no KV35.